# Cyril Done
Cyril Charles Done (* 21. Oktober 1920 in Liverpool; † 24. Februar 1993 in Formby) war ein englischer Fußballspieler. Als Mittelstürmer des FC Liverpool schoss er zehn Tore im Laufe der Meistersaison 1946/47, kam in der Regel aber bei den „Reds“ nicht über die Reservemannschaft hinaus. Ab 1952 war er erfolgreicher Torjäger bei dem Drittligisten Tranmere Rovers und später beim Zweitligisten Port Vale.

## Sportlicher Werdegang
Der in Liverpool geborene Done wurde als im Alter von 17 Jahren entdeckt, als er für die nur unweit nördlich der Stadt spielende Bootle Boys’ Brigade aktiv war. Ab Januar 1938 war er im Profikader des von George Kay trainierten FC Liverpool und 18 Monate später debütierte er am 2. September 1939 beim 1:0-Sieg gegen den FC Chelsea. Dass er dabei den Siegtreffer erzielte, war ohne sportliche Bedeutung, denn es sollte das letzte offizielle Ligaspiel für die nächsten Jahre sein. Nach dem Ausbruch des Zweiten Weltkriegs wurde der offizielle Spielbetrieb eingestellt und die Resultate aus der begonnenen Saison 1939/40 annulliert. Während der stattdessen ausgetragenen „Wartime Games“ zeigte er sich sehr treffsicher und erzielte 147 Tore in 137 Partien. Nach der Wiederaufnahme des Ligaspielbetriebs verpasste er die ersten neun Begegnungen der Saison 1946/47, bevor er beim 1:1-Heimspiel sein „zweites Debüt“ ebenfalls mit einem eigenen Tor garnierte. Mit seinem Hattrick eine Woche später zum 4:1 auswärts bei Huddersfield Town war er „Mann der Stunde“. Als Mittelstürmer klassischer Prägung, der mehr durch seine Athletik als Technik auffiel (und Beobachtern zufolge mehr einem Boxer glich), gelang ihm dieser Dreifacherfolg auch am 12. Februar 1947 beim 5:0 gegen Grimsby Town. Letztlich absolvierte Done 17 Ligaspiele auf dem Weg des FC Liverpool zur Meisterschaft im Juni 1947, wobei sich sein Beitrag jenseits der beiden Hattricks mit vier Toren in den restlichen fünfzehn Partien etwas relativierte.
So lief Done künftig auch mehr in der Reservemannschaft auf und in der Saison 1947/48 absolvierte er lediglich sechs Pflichtspiele in der ersten Mannschaft, davon vier in der höchsten englischen Spielklasse. Liverpool fiel nach dem Titelgewinn ins Mittelfeld zurück. Auch Done konnte in der folgenden Spielzeit 1948/49, in der er sich nach starken Auftritten in der Reserve wieder häufiger beweisen konnte und elf Tore in 24 Begegnungen schoss, seinem Team nicht die Rückkehr auf einen einstelligen Tabellenplatz ermöglichen. In der Folgezeit tat er sich weiter schwer, einen regelmäßigen Platz in der Mannschaft zu finden. Als die „Reds“ 1950 das Endspiel im FA Cup erreichten, war Done dann auch komplett außen vor geblieben. Zwei Jahre später endete Dones Engagement in Liverpool und er heuerte im Mai 1952 bei den benachbarten Tranmere Rovers in der dritten Liga an.
In gut zweieinhalb Jahren war Done für die Tranmere Rovers ein erfolgreicher „Goalgetter“ und konnte mit 61 Toren in 87 Ligaspielen unter Trainer Ernie Blackburn auf eine gute Torquote verweisen. Mit dieser Empfehlung wechselte er im Dezember 1954 eine Spielklasse höher zu Port Vale, das kurz zuvor in die zweite Liga aufgestiegen war. In der Mannschaft des ehemaligen englischen Nationalstürmers Freddie Steele konnte er in 30 Monaten auf eine vergleichbare Ausbeute verweisen (34 Treffer in 52 Ligapartien). Besonders spektakulär war sein Auftritt am 8. April 1955 gegen seinen Ex-Klub aus Liverpool, der zwischenzeitlich in die zweite Liga abgestiegen war. Done schoss dabei alle vier Tore zum 4:3-Sieg von Port Vale. Seine letzte Saison 1956/57 verlief jedoch insgesamt enttäuschend und nach dem Abstieg als Tabellenletzter endete seine Profikarriere. Er lief fortan im Amateurbereich für Winsford United und später als Spielertrainer für Skelmersdale United auf. Er starb am 24. Februar 1993 – wie auch der Weltmeisterschaftskapitän von 1966 Bobby Moore.

## Titel/Auszeichnungen
- Englische Meisterschaft (1): 1947